# Никифорово (Щёлковский район)
 Ники́форово  — деревня в Московской области, до 09 января 2019 года входившая в cельское поселение Медвежье-Озёрское Щёлковского района. Известна с 1618 года. Ныне в составе городского округа Щёлково.

## География
Деревня находится на северо-востоке Московской области, относящейся к Восточно-Европейской равнине, на высоте 146 м над уровнем моря. В 3 км от неё расположена деревня Большие Жеребцы.
Деревня находится в зоне умеренно континентального климата с относительно холодной зимой и умеренно тёплым, а иногда и жарким, летом.
В деревне действует московское время.
Ближайшие населённые пункты — деревни Шевёлкино, Моносеево и Кишкино.
В 3,5 км находится железнодорожная станция Осеевская. Расстояние до МКАД составляет 20 км езды, до райцентра — 16 км, до центра поселения — 7,5 км.
В деревне 1 улица — Слободка, также приписано одно садоводческое товарищество (СНТ).

## История
Никифоровское «в Кошелеве стане Московского уезда» известно исстари. По писцовым книгам 1623 г. записано: «сельцо Никифоровское на речке Ржавце, поместье князя Федора Ивановича Волконского по государеве грамоте лета 7126-го (1618 г.), а в сельце двор помещиков, да крестьянских и бобыльских 15 дворов, в них 16 челов. и 6 мест дворовых пустых, а те крестьяне сбрели безвестно в Королевич приход».
В 1646 году в сельце было 20 дворов крестьянских и бобыльских и двор вотчинников. До 1653 в нём была построена первая деревянная церковь Спаса Нерукотворного.
В 1678 — 9 дворов крестьянских и бобыльских (в них 49 человек) и двор вотчинников (в нем жили приказчик и два человека деловых людей).
В 1691 году в селе была построена новая деревянная Спасская церковь.
В 1704 — 10 дворов крестьянских (53 человека) и двор вотчинников.
В 1732 году по прошению князей Фёдора и Михаила Михайловича Волконских была построена новая церковь, которая, однако, простояла недолго (видимо, была разобрана после 1740).
В середине XIX века деревня Никифорово относилась ко 2-му стану Богородского уезда Московской губернии и принадлежала комитету Человеколюбивого общества. В деревне было 27 дворов, крестьян 128 душ мужского пола и 126 душ женского.
В «Списке населённых мест» 1862 года — деревня Человеколюбивого общества 2-го стана Богородского уезда Московской губернии по Мало-Черноголовскому тракту (шедшему между Владимирским шоссе и Стромынским трактом), в 23 верстах от уездного города и 6 верстах от становой квартиры, при реке Купавинке, с 46 дворами и 324 жителями (174 мужчины, 150 женщин).
По данным на 1869 год — деревня Осеевской волости 3-го стана Богородского уезда с 51 двором, 50 деревянными домами и 309 жителями (164 мужчины, 145 женщин), из них 16 грамотных мужчин и 1 женщина. Имелось 22 лошади, 31 единица рогатого скота и 27 единиц мелкого. Количество земли составляло 508 десятин и 1524 сажени, из них пахотной — 90 десятин.
В 1913 году — 84 двора и земское училище.
По материалам Всесоюзной переписи населения 1926 года — центр Никифоровского сельсовета Щёлковской волости Московского уезда в 4 км от Владимирского шоссе и в 2 км от станции Монино Северной железной дороги, проживало 394 жителя (193 мужчины, 201 женщина), насчитывалось 85 хозяйств (79 крестьянских), имелась школа 1-й ступени.
В 1994–2006 годах деревня относилась к Медвежье-Озёрскому сельскому округу.

## Население
| 1852 | 1859 | 1869 | 1926 | 2002 | 2006 | 2010 |
| ---- | ---- | ---- | ---- | ---- | ---- | ---- |
| 254  | ↗324 | ↘309 | ↗394 | ↘178 | ↘116 | ↗137 |

## Транспорт и связь
До деревни из Москвы можно проехать по Щёлковскому шоссе А103, с поворотом (на 12 км) направо д. Никифорово (7 км).
В деревне останавливается автобус 362 маршрута, едущий в Монино.